# Michael Weiss (pattinatore)
Michael Weiss (Washington, 2 agosto 1976) è un ex pattinatore artistico su ghiaccio statunitense.

## Palmarès
GP: Champions Series / Grand Prix
| Internazionali                     | Internazionali | Internazionali | Internazionali | Internazionali | Internazionali | Internazionali | Internazionali | Internazionali | Internazionali | Internazionali | Internazionali | Internazionali | Internazionali | Internazionali | Internazionali |
| Evento                             | 1992–93        | 1993–94        | 1994–95        | 1995–96        | 1996–97        | 1997–98        | 1998–99        | 1999–00        | 2000–01        | 2001–02        | 2002–03        | 2003–04        | 2004–05        | 2005–06        |                |
| ---------------------------------- | -------------- | -------------- | -------------- | -------------- | -------------- | -------------- | -------------- | -------------- | -------------- | -------------- | -------------- | -------------- | -------------- | -------------- | -------------- |
| Giochi olimpici invernali          |                |                |                |                |                | 7°             |                |                |                | 7°             |                |                |                |                |                |
| Campionati mondiali                |                |                |                |                | 7°             | 6°             | 3°             | 3°             |                | 6°             | 5°             | 6°             |                |                |                |
| Campionati dei Quattro continenti  |                |                |                |                |                |                |                |                | 3°             |                |                |                |                | 9°             |                |
| GP Finale                          |                |                |                |                |                |                | 4°             |                |                |                |                | 3°             |                |                |                |
| GP Cup of Russia                   |                |                |                |                | 3°             | 4°             |                |                | 6°             |                |                | 4°             |                |                |                |
| GP Nations Cup/ Sparkassen/Bofrost |                |                |                |                |                | 5°             |                |                |                | 8°             | 4°             |                |                |                |                |
| GP Lalique/Bompard                 |                |                |                |                | 3°             |                | 2°             | 5°             |                |                | 1°             | 3°             |                | 6°             |                |
| GP NHK Trophy                      |                |                |                |                |                |                |                |                |                |                |                |                | 4°             |                |                |
| GP Skate America                   |                |                |                | 2°             |                |                | 2°             | 4°             |                | 4°             | 5°             | 1°             | 3°             |                |                |
| GP Skate Canada                    |                |                |                |                | 6°             |                |                |                |                |                |                |                |                |                |                |
| Goodwill Games                     |                |                | 6°             |                |                |                | 4°             |                |                | 2°             |                |                |                |                |                |
| Nations Cup                        |                |                | 10°            |                |                |                |                |                |                |                |                |                |                |                |                |
| Nebelhorn Trophy                   |                | 2°             |                |                | 1°             |                |                |                |                |                |                |                |                |                |                |
| St. Gervais International          |                | 2°             |                |                |                |                |                |                |                |                |                |                |                |                |                |
| Universiadi                        |                |                | 1°             |                |                |                |                |                |                |                |                |                |                |                |                |
| Internazionali: Junior             |                |                |                |                |                |                |                |                |                |                |                |                |                |                |                |
| Campionati mondiali                | 2°             | 1°             |                |                |                |                |                |                |                |                |                |                |                |                |                |
| Nazionali                          |                |                |                |                |                |                |                |                |                |                |                |                |                |                |                |
| Campionati statunitensi            | 1° J           | 8°             | 6°             | 5°             | 2°             | 2°             | 1°             | 1°             | 4°             | 3°             | 1°             | 2°             | 5°             | 4°             |                |
| U.S. Olympic Fest.                 | 6°             |                |                |                |                |                |                |                |                |                |                |                |                |                |                |
| J = Categoria Junior               |                |                |                |                |                |                |                |                |                |                |                |                |                |                |                |

| Nazionali                         | Nazionali | Nazionali | Nazionali | Nazionali | Nazionali |
| Evento                            | 1987–88   | 1988–89   | 1989–90   | 1990–91   | 1991–92   |
| --------------------------------- | --------- | --------- | --------- | --------- | --------- |
| Campionati statunitensi           | 6° N      | 2° N      | 5° N      | 3° N      | 5° J      |
| Categorie: N = Novice; J = Junior |           |           |           |           |           |